# Алвім Марінато Гілерме
Гілерме Алвім Марінато (порт. Guilherme Alvim Marinato, рос. Гильерме Алвим Маринато, нар. 12 грудня 1985, Катагуазес) — бразильський та російський футболіст, воротар.
Виступав, зокрема, за клуби «Атлетіку Паранаенсе» та «Локомотив» (Москва), а також національну збірну Росії.

## Клубна кар'єра
Народився 12 грудня 1985 року в місті Катагуазес. Вихованець футбольної школи клубу PSTC.
У дорослому футболі дебютував 2003 року виступами за команду клубу «Атлетіку Паранаенсе», в якій провів чотири сезони, взявши участь лише у 10 матчах чемпіонату.
До складу клубу «Локомотив» (Москва) приєднався 2007 року. Відіграв за московських залізничників 306 матчів у національному чемпіонаті.

## Виступи за збірну
Виступаючи в чемпіонаті Росії, прийняв російське громадянство, що дозволило у 2016 році дебютувати в офіційних матчах у складі національної збірної Росії.

## Титули і досягнення
- Чемпіон Росії (1):

«Локомотив» (Москва): 2017-18
- Володар Кубка Росії (4):

«Локомотив» (Москва): 2014-15, 2016-17, 2018-19, 2020-21
- Володар Суперкубка Росії (1):

«Локомотив» (Москва): 2019